# Памятник Алексию II (Йыхви)
Памятник Алексию II (эст. Patriarh Aleksius II mälestussammas) — памятник Святейшему Алексию II, Патриарху Московскому и всея Руси, настоятелю Йыхвиского прихода в 1950—1957 года. Открыт 14 сентября 2020 года, расположен в Йыхви.

## История
В феврале 2019 года Владиславом Наумовым и настоятелем Йыхвиского храма Андреем Сусловым была озвучена идея создания памятника, которую поддержали на круглом столе священнослужителей и Йыхвиских волостных чиновников, а летом этого же года начался народный сбор денег. Изначально планировалось, что памятником займется таллинский архитектор Александр Литвинов и предварительная стоимость работ с установкой и облагораживанием территории была около 50000 евро, но потом с помощью прихожанина Йыхвиского храма Сергея Иванова был найден лучший вариант на Украине по посильной цене для прихода.
В январе 2020 года к созданию бюста приступил украинский скульптор Эльданиз Гурбанов. 14 сентября 2020 года в престольный праздник – День прославления Иконы Черниговской Божьей Матери на территории Йыхвиского храма был открыт бюст Патриарху Московскому и всея Руси Алексию II, событие было приурочено к 125-летию храма и 70-летию с момента начала служения в Йыхви Алексия II. Освящение памятника совершил епископ Нарвский и Причудский Лазарь. Йыхвиский бюст стал вторым памятником, установленным на территории Эстонии, первый находится в Таллинне.
В церемонии открытия и освящения приняли участие: епископ Маардуский, викарий Таллиннской епархии Сергий; епископ Нарвский и Причудский Лазарь; настоятельница Пюхтицкого Успенского ставропигиаьного женского монастыря, игуменья Филарета; Генеральный консул Российской Федерации в Нарве Юрий Васильевич Грибков; депутат Рийгикогу Мартин Репинский; старейшина Йыхвиской волости Макс Каур; пастор Йыхвиской лютеранской церкви Архангела Михаила Пеэтер Калдур; пастор Эстонской Методистской Церкви Общины Йыхви Артур Пыльд и прихожане храма.
В 2021 году закончились работы по благоустройству территории возле памятника: выложена из тротуарной плитки площадка, установлены кованные фонари, сделано озеленение.

## Описание
Памятник представляет собой бюст: на мраморном постаменте — бронзовый бюст Святейшего Алексия II во внебогослужебном облачении (в длинной рясе, на груди — панагия с образом Богоматери, на голове — куколь, расшитый серафимами).

На постаменте — надпись на эстонском и русском языках: 
Patriarh Aleksius II
Святейший Патриарх Алексий II